# Gazela
Gazela é um termo usado para designar várias espécies de antílopes africanos de tamanho médio. Estão separadas em três gêneros distintos: Eudorcas, Nanger e Gazella. Todas já foram consideradas do mesmo gênero Gazella, mas Nanger e Eudorcas são considerados gêneros distintos atualmente.  Entretanto, esse grupo é parafilético.

## Espécies
Essas são as espécies atuais reconhecidas:
- Gênero Gazella
  - Gazella arabica
  - Gazella bennettii
  - Gazella cuvieri
  - Gazela-dorcas, Gazella dorcas
  - Gazella erlangeri
  - Gazella gazella
  - Gazella leptoceros
  - Gazella spekei
  - Gazela-persa, Gazella subgutturosa,
- Espécies extintas recentemente:
  - Gazella saudiya[5] (por vezes considerada uma subespécie da Gazela-dorcas)[6]
- Gênero Eudorcas
  - Gazela-de-thomson, Eudorcas thomsonii,
  - Eudorcas rufifrons
  - Eudorcas albonotata
  - Eudorcas rufina
- Gênero Nanger
  - Nanger dama
  - Gazela-de-grant, Nanger granti
  - Nanger soemmerringii